# X̂
X cyrkumfleks (duża litera: X̂, mała litera: x̂) – litera diakrytyzowana łacińska powstała od litery x przez dodanie akcentu przeciągłego.

## Użycie
Litera x̂ używana jest w języku Aleutów dla oznaczenia spółgłoski szczelinowej języczkowej bezdźwięcznej ([χ]) oraz w języku haida.